# Walter Rennschuh
Walter Rennschuh (* 1. August 1918 in Berlin; † 30. November 2012 in Würselen) war ein deutscher Leichtathlet, der als Starter für den DLC Aachen in den Seniorenklassen mehrfacher Deutscher Meister, Europameister und Weltmeister in den leichtathletischen Disziplinen Sprint, Weitsprung, Kugelstoßen, Diskus- und Speerwurf, wurde.

## Laufbahn und Erfolge
Nach seiner Entlassung aus der Kriegsgefangenschaft kam Walter Rennschuh nach Aachen, um hier Architektur zu studieren. Dabei schloss sich der sportbegeisterte Student 1950 dem DLC Aachen an, um für sein Hobby, die Leichtathletik, die nötigen Strukturen zur Verfügung zu haben. Dies war seine Basis für eine unvergleichliche Sportlerkarriere. Da Walter Rennschuh zu diesem Zeitpunkt bereits über 30 Jahre alt war, kam für ihn nur ein Start in den jeweiligen bei der Leichtathletik üblichen Seniorenklassen in Frage, die in Fünf-Jahres-Gruppen gestaffelt sind. Als ausgesprochen versierter Techniker und Sprintertyp legte er sich hierbei früh auf die technischen Disziplinen fest sowie auf die kurzen Laufstrecken, die er in Form von als Einzel- und Staffelwettbewerben absolvierte.
Hierbei waren unter anderem seine größten Erfolge:
- Weltmeister 1979 in Hannover mit der 4 × 100-m-Staffel
- Weltmeister 1991 in Turku (Finnland) mit der 4 × 100-m-Staffel
- Weltmeister 1993 in Miyazaki (Japan) über 100, 200 m und mit der 4 × 100-m-Staffel
- Weltmeister 2001 in Brisbane (Australien) mit der 4 × 100- und der 4 × 400-m-Staffel
- Europameister 1990 in Budapest (Ungarn) im Speerwurf
- Deutscher Meister 1989 in Scheeßel im Weitsprung

Insgesamt 15 goldene, 10 silberne und 7 bronzene Medaillen aus internationalen und deutschen Wettkämpfen, dazu eine enorme Anzahl an Nordrhein- und Kreismeisterschaftstiteln sowie immer neue Bestleistungen in den einzelnen Altersklassen in seinen speziellen Disziplinen runden das Bild eines über viele Jahrzehnte überdurchschnittlich erfolgreichen Sportlers ab. Dabei wurde er von Rückschlägen nicht verschont. So wurde er 1985 in Rom als Fußgänger von einem Motorrad angefahren und schwer verletzt. Mit mehreren Knochenbrüchen musste er monatelang aussetzen, aber dank seines enormen Willens konnte er bald wieder an seine alte Leistungsfähigkeit anknüpfen.
Daneben engagierte er sich während der gesamten Zeit seiner sportlichen Laufbahn als Sportfunktionär, vorrangig als Kampfrichter. Der Höhepunkt dieser „Nebenbeschäftigung“ war sein Einsatz als einer von vier Kampfrichtern aus Aachen bei den Olympischen Spielen 1972 in München. Aber auch Aufgaben als Nachwuchstrainer oder als Schlichter des Leichtathletik-Verbandes Nordrhein sind ihm, der von seinen Freunden liebevoll „Mister Spikes“ genannt wird, eine Selbstverständlichkeit.

## Ehrungen
Für seine außergewöhnlichen sportlichen Verdienste wurde Walter Rennschuh
- 1979 zum Ehrenmitglied des DLC Aachen ernannt und erhielt
- 1982 von der Stadt Aachen das "Aachener Karlssiegel", ein Preis für verdiente Aachener Bürger, sowie
- 1992 das Bundesverdienstkreuz.